# 1964년 동계 올림픽 스페인 선수단

1964년 동계 올림픽 스페인 선수단은 오스트리아 인스브루크에서 개최된 1964년 동계 올림픽에 참가한 올림픽 스페인 선수단이다. 총 여섯 명의 남자 선수가 알파인 스키 한 종목에 참가하였으나 메달 획득에는 실패하였다.

## 알파인 스키
남자
| 선수              | 종목   | 기록    | 기록 |
| 선수              | 종목   | 시간    | 순위 |
| ----------------- | ------ | ------- | ---- |
| 호르헤 로드리게스 | 활강   | DNF     | –    |
| 하비에르 마사나   | 활강   | 2:33.52 | 43위 |
| 후안 가리가       | 활강   | 2:32.85 | 41위 |
| 루이스 비우       | 활강   | 2:30.35 | 35위 |
| 하비에르 마사나   | 대회전 | DNF     | –    |
| 프란시스코 프라트 | 대회전 | 2:15.79 | 58위 |
| 후안 가리가       | 대회전 | 2:03.85 | 38위 |
| 루이스 비우       | 대회전 | 2:00.83 | 32위 |

남자 회전
| 선수            | 예선    | 예선 | 예선    | 예선    | 결선      | 결선      | 결선      | 결선      | 결선      | 결선      |
| 선수            | 1차     | 순위 | 2차     | 순위    | 1차       | 순위      | 2차       | 순위      | 종합      | 순위      |
| --------------- | ------- | ---- | ------- | ------- | --------- | --------- | --------- | --------- | --------- | --------- |
| 루이스 비우     | 1:14.06 | 72위 | 1:03.18 | 36위    | 진출 실패 | 진출 실패 | 진출 실패 | 진출 실패 | 진출 실패 | 진출 실패 |
| 루이스 산체스   | 1:02.40 | 51위 | 1:00.56 | 26위    | 진출 실패 | 진출 실패 | 진출 실패 | 진출 실패 | 진출 실패 | 진출 실패 |
| 하비에르 마사나 | 1:00.95 | 47위 | 59.14   | 21위 QF | 1:22.10   | 39위      | 1:13.57   | 38위      | 2:35.67   | 37위      |
| 후안 가리가     | 59.53   | 44위 | DSQ     | –       | 진출 실패 | 진출 실패 | 진출 실패 | 진출 실패 | 진출 실패 | 진출 실패 |

## 참조
- 올림픽 공식 결과 보관됨 2012-02-04 - 웨이백 머신